# Эзерниеки
Э́зерниеки (латыш. Ezernieki, раньше – Букмуйжа, латыш. Bukmuiža) — населённый пункт в Дагдском крае Латвии, административный центр Эзерниекской волости. Находится на северо-восточном берегу озера Эжезерс на  перекрёстке региональных автодорог P49, P52 и P55. Расстояние до города Краслава составляет около 50 км.
По данным на 2015 год, в населённом пункте проживало 426 человек. Есть волостная администрация, средняя школа, детский сад, общественный центр, библиотека, почтовое отделение, католическая церковь.

## История
В советское время населённый пункт был центром Эзерниекского сельсовета Краславского района. В селе располагалась центральная усадьба совхоза «Эзерниеки».